# Jurkowo (osada leśna w województwie wielkopolskim)
Jurkowo – osada leśna w Polsce położona w województwie wielkopolskim, w powiecie kościańskim, w gminie Krzywiń.